# 中拉德河
52°41′25.6″N 7°23′43.8″E / 52.690444°N 7.395500°E

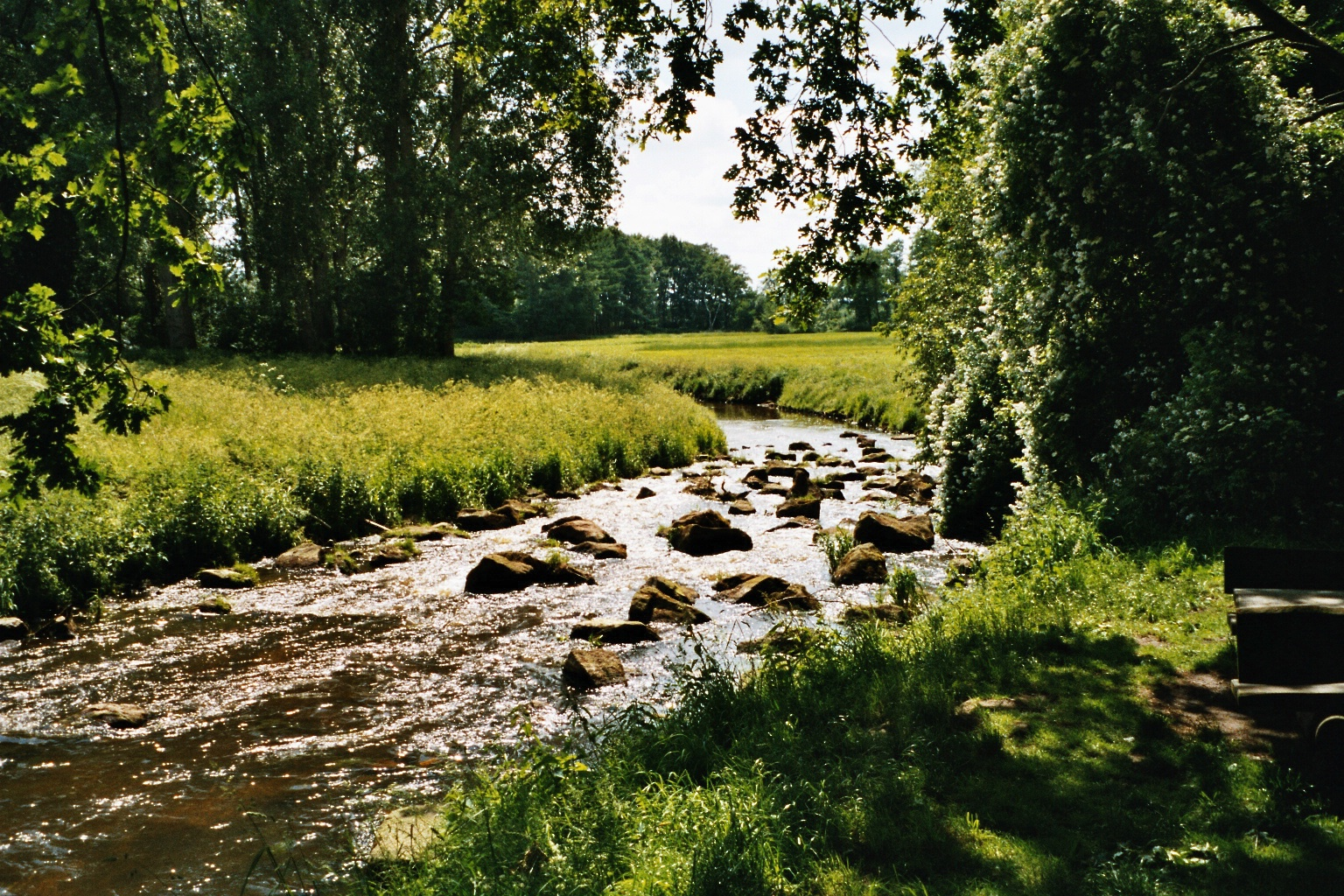
中拉德河

中拉德河（德語：Mittelradde），是德國的河流，位於該國西北部，由下薩克森州負責管轄，屬於哈瑟河的右支流，河道全長38.5公里，流域面積208平方公里，河口處在哈瑟林訥以西。